# Harrison C. Summers
Harrison C. Summers (12 de juliol de 1918 – 3 d'agost de 1983) va ser un soldat de l'exèrcit dels Estats Units i un condecorat veterà de guerra. Serví amb el 1r batalló, 502n Regiment d'Infanteria Paracaigudista de la 101a Divisió Aerotransportada durant la Segona Guerra Mundial.

## Biografia
Summers va néixer al comtat de Marion, Virgínia Occidental, un dels sis fills de William L. Summers i Florence Swisher.
Summers va treballar com a miner de carbó a Rivesville, Virgínia Occidental. Actualment un pont de la carretera és nomenat en honor seu.

### Servei militar
El 6 de juny de 1944, Summers va desembarcar com a part de la primer salt nocturn de tropes durant els desembarcaments aeris americans a Normandia. La seva unitat havia capturat Saint-Germain-de-Varreville, França, a prop de la sortida 4 de la platja Utah. El comandant del primer batalló, el tinent coronel Patrick Cassidy, va ordenar a Summers i 15 soldats que capturessin un complex d'edificis proper anomenat "WXYZ" al mapa d'ordres de camp. Els edificis van resultar ser la caserna de 100 o més soldats alemanys.
Summers va dirigir l'atac, carregant cap a dins amb el seu subfusell Thompson. Havia ordenat que els seguissin, tanmateix, només els soldats William Burt i John Camien el van seguir mentre els altres soldats es quedaven enrere. Ell i els altres dos van netejar els edificis. Cinc hores després, la posició era clara, i Summers havia matat més de 30 soldats alemanys.
Summers va rebre la baixa honorífica el 30 de novembre de 1945, com a tinent de 1a. Summers va ser dos cops nominats a la Medalla d'Honor pels seus esforços aquell dia, però en canvi va ser premiat amb la Creu de Servei Distingit.
L'historiador Stephen Ambrose de la Segona Guerra Mundial el va descriure així:
| « | Summers és una llegenda entre els paracaigudistes nord-americans ..., el sergent York de la Segona Guerra Mundial. La seva història té massa de John Wayne i Hol·lywood per creure-se-la, tret que més de deu homes ho van veure i van reportar les seves gestes. | » |

### Mort
Summers va morir d'un càncer de pulmó el 3 d'agost de 1983. Va ser enterrat al Beverly Hills Memorial Park, Morgantown, West Virginia.
Després de la seva mort, els seus amics i companys veterans intentaren que fos condecorat pòstumament amb la Medalla d'Honor, però no ho aconseguiren.

## Rangs
Sergent de Complement
 Tinent

## Honors
Creu del Servei Distingit (1/7/1944)
 Cor Porpra (2)
 Citació Presidencial d'Unitat
 Medalla de la Campanya Europea, Africana i de l'Orient Mitjà
 Medalla de la Victòria a la II Guerra Mundial
 Insígnia de Paracaigudista amb 2 estrelles de salt

## Dramatitzacions
- Brothers In Arms: Road to Hill 30, on el personatge Sergeant Matt Baker està basat en Summers i "WXYZ", així com en Lane/Cole's.[8]